# راس الطارق (الشاطئ الأبيض)
راس الطارق هي إحدى مشيخات المملكة المغربية، تتبع جغرافيا لإقليم كلميم وإداريًا لالشاطئ الأبيض. يقدر عدد سكانها بـ 227 نسمة حسب الإحصاء الرسمي للسكان والسكنى لسنة 2004.